# カルダー

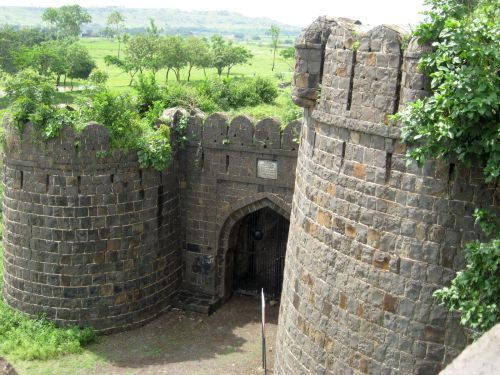

カルダー（マラーティー語：खर्डा、英語：Kharda）は、インドのマハーラーシュトラ州、アフマドナガル県の都市。

## 歴史
1795年3月11日、マラーター王国を中心とするマラーター同盟とニザーム王国の軍勢が激突し、マラーター側が勝利した（カルダーの戦い）。
この戦いで敗れたニザームはダウラターバードをはじめとする地をマラーター側に割譲しなければならなかった。

## 地理
- アフマドナガルから北西に約100km